# Croton urucurana
Espèce
Croton urucurana est une espèce de plantes à fleurs du genre Croton et de la famille des Euphorbiaceae, présente du Brésil au nord est de l'Argentine.
Il a pour synonymes :
- Croton succiruber, Parodi, 1881
- Croton urucurana var. albidus, Müll.Arg., 1873
- Croton urucurana var. draconoideus, Müll.Arg., 1873
- Croton urucurana var. genuinus, Müll.Arg., 1873
- Oxydectes urucurana, (Baill.) Kuntze

De même que d'autres espèces de croton, il peut servir à la production de sang-dragon.